# Painten
Painten là một đô thị thuộc huyện Kelheim, bang Bayern, Đức.